# Grane
För andra betydelser, se Grane (olika betydelser).

Sigurd och Grane. Illustration ur Nils Fredrik Sanders översättning av Poetiska Eddan 1893.

Grane (även Grani) är en häst i nordisk mytologi som Oden skänker till Sigurd Fafnesbane.
Sigurd rider på Grane genom en mur av flammor för att fria till Brynhild för Gunnars räkning. Det är också på Grane som Sigurd fraktar bort den skatt han stal av Fafner. Ursprungligen tillhörde Grane urtidssmederna.